# Ruth Enang Mesode
Ruth Enang Mesode (* 24. Februar 1958 in Douala, Französisch-Kamerun) ist eine ehemalige kamerunische Leichtathletin, die sich auf den Sprint spezialisiert hat. Sie vertrat ihr Land zwei Mal bei Olympischen Spielen und gewann 1982 die Bronzemedaille über 200 Meter bei den Afrikameisterschaften in Kairo.

## Sportliche Laufbahn
Erste internationale Erfahrungen sammelte Ruth Enang Mesode vermutlich im Jahr 1980, als sie bei den Olympischen Sommerspielen in Moskau mit 12,40 s und 25,46 s jeweils in der ersten Runde über 100 und 200 Meter ausschied. 1982 gewann sie bei den Afrikameisterschaften in Kairo in 24,6 s die Bronzemedaille im 200-Meter-Lauf hinter Nzaeli Kyomo aus Tansania und der Senegalesin Marième Boye. 1984 erreichte sie dann bei den Olympischen Sommerspielen in Los Angeles jeweils das Viertelfinale über 100 und 200 Meter und schied dort mit 12,02 s und 24,25 s aus.
In den Jahren 1983 und 1986 wurde Enang Mesode kamerunische Meisterin im 100-Meter-Lauf sowie 1983, 1984 1986 über 200 Meter.